# 安積得也
安積 得也（あずみ とくや、1900年（明治33年）2月17日 - 1994年（平成6年）7月27日）は、日本の内務官僚、社会評論家、詩人。官選県知事。

## 人物
東京府（現・東京都）出身。安積得時の二男として生まれる。第一高等学校を卒業。1923年12月、高等試験行政科試験に合格。1924年、東京帝国大学法学部を卒業。内務省に入省し京都府属となる。
以後、社会局事務官、中央大学講師、地方警視、愛知県経済部長などを経て、東京府経済部長となる。
1943年7月、栃木県知事に就任。1944年11月、内閣綜合計画局部長に転じた。東海北陸地方副総監を経て、1945年9月、岡山県知事に就任。戦後初の県予算を編成したが、1946年1月、公職追放となり知事を辞した。
その後、(株) TIC会長、公明選挙連盟評議員、日本真空時計取締役、丸和精機 (株) 取締役などを務めた。墓所は多磨霊園。

## 著作
- 『未見への出発』三省堂、1937年。
- 『新商人訓』朝日新聞社、1941年。
- 『底を叩く時』機械製作資料社、1945年。
- 『詩集 一人のために』小峰書店、1953年。
- 『青年と人生：未見への出発』〈今日の教養書選〉池田書店、1954年。
- 『選挙と生活50話』〈話しあいテキスト〉医歯薬出版、1958年。
- 『日本の課題：新生活運動の考え方と進め方』新生活運動協会、1959年。
- 『自分の知らない自分：随想』〈生活文化新書；第2〉文教書院、1962年。
- 『われら地球市民』時事通信社、1975年。

## 親族
- 子息 安積仰也（元国際基督教大学教授）